# Pembaharuan
Pembaharuan is een bestuurslaag in het regentschap Belitung Timur van de provincie Bangka-Belitung, Indonesië. Pembaharuan telt 2686 inwoners (volkstelling 2010).